# Alviks rättarbostad

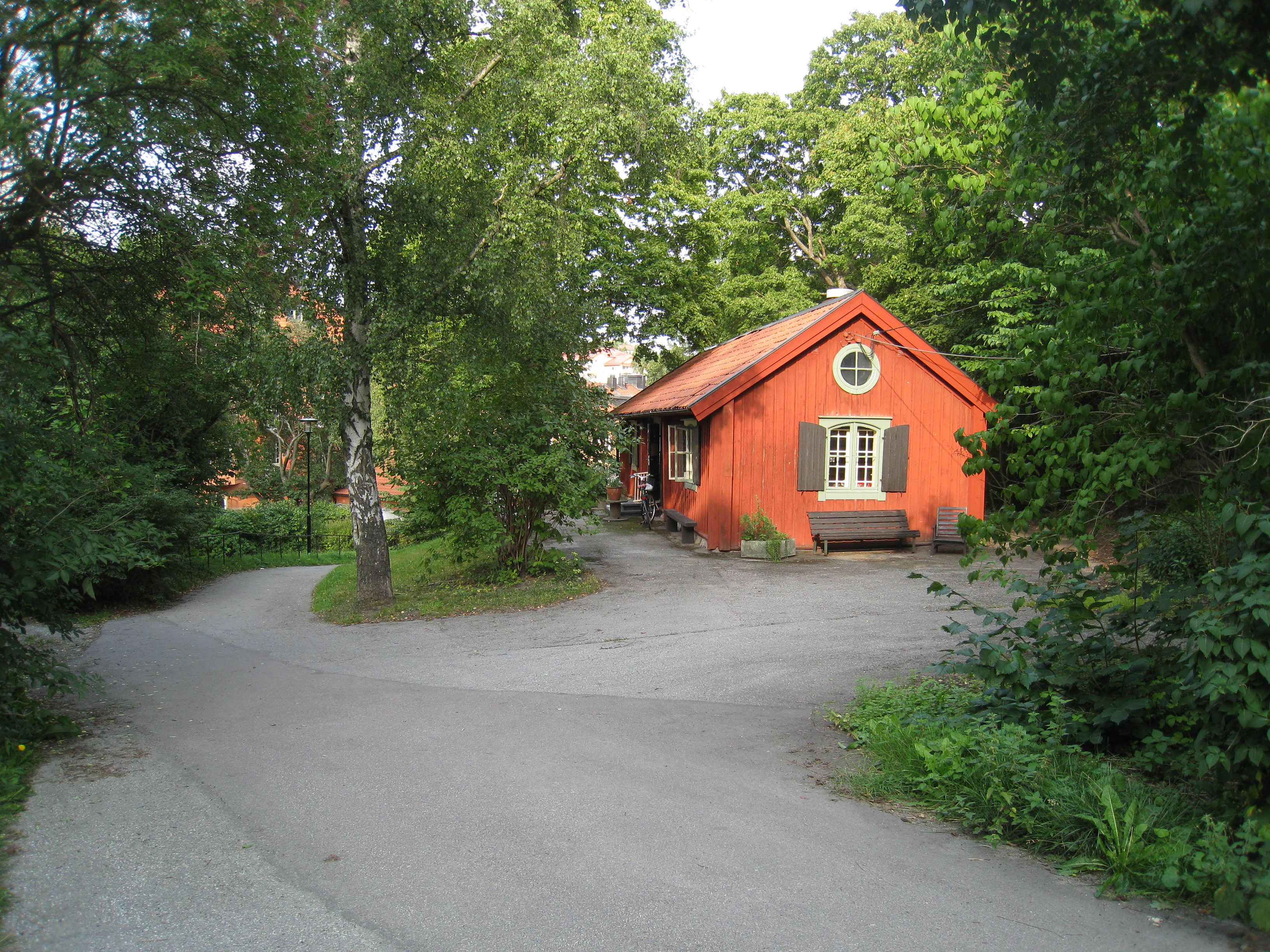
Alviks rättarbostad. Vy mot norr med söderfasaden i kvällsbelysning. Den asfalterade korsvägen är den "gamla" Alviksvägen (Äppelviksvägen).

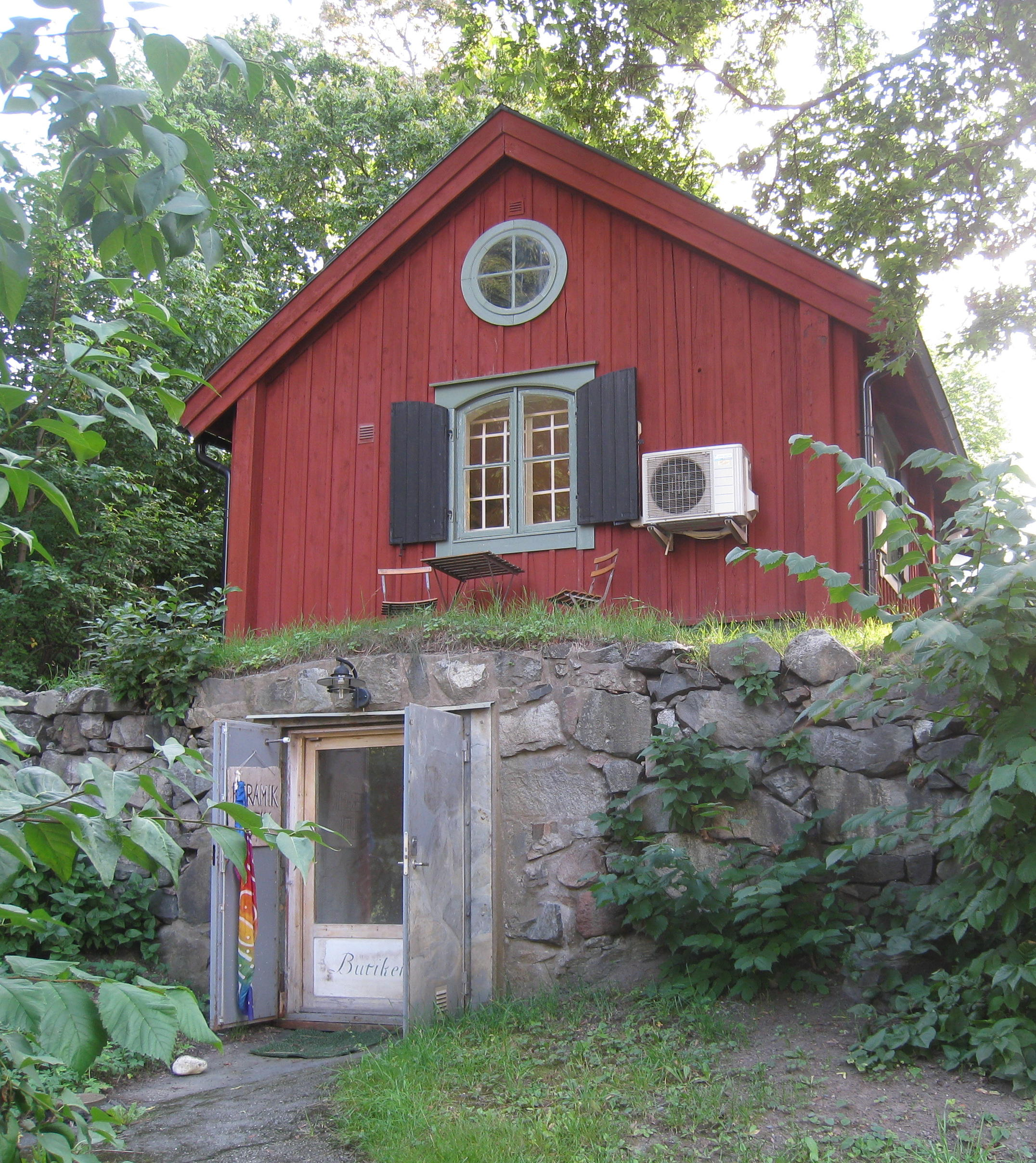
Alviks rättarbostad. Vy mot söder med ingång till källaren från 1700-talet.

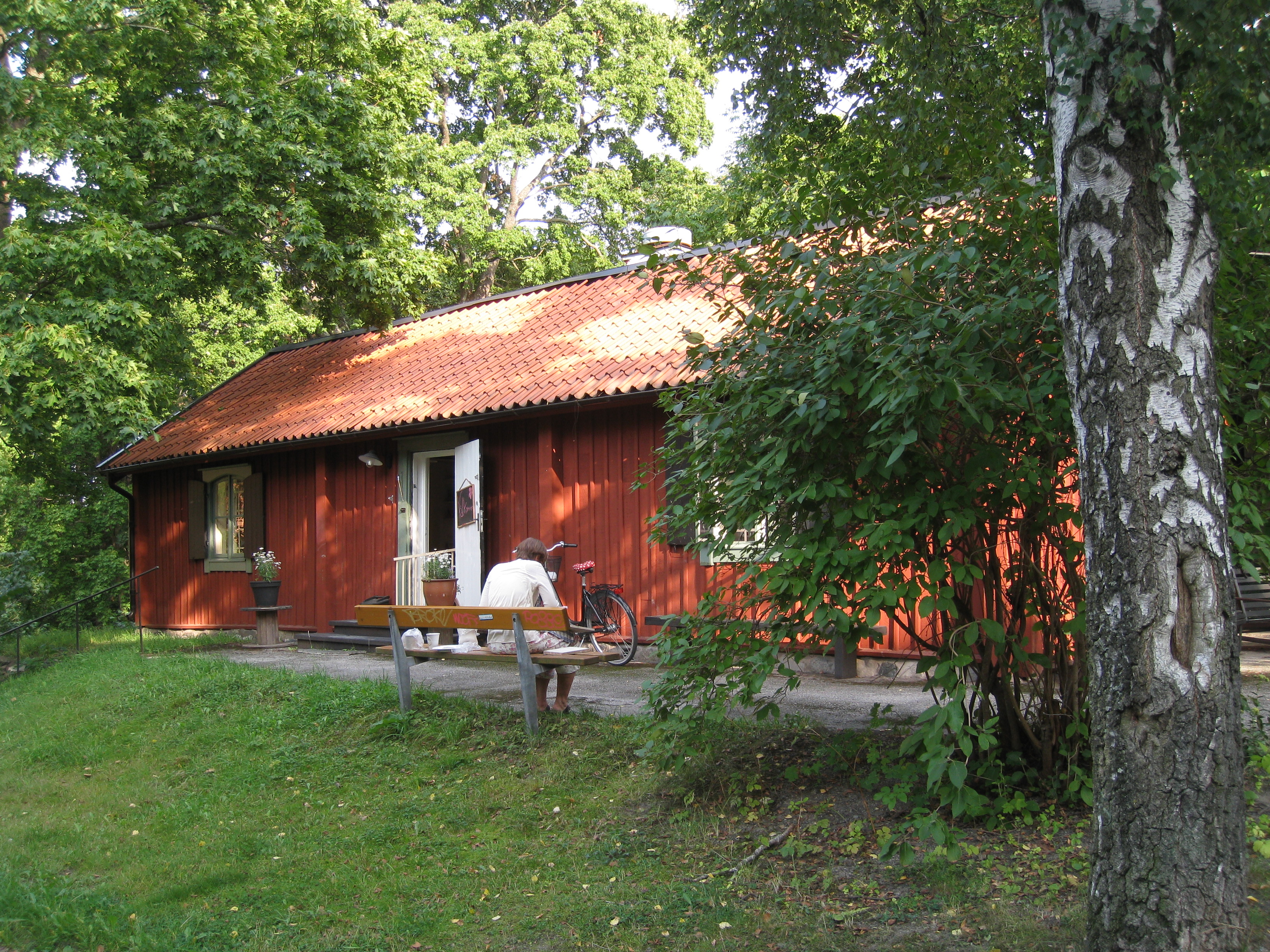
Rättarbostaden, Alvikstorpet. Vy från väster.

Alviks rättarbostad, även kallad Alvikstorpet, är namnet på en stuga eller torp i stadsdelen Alvik i Bromma väster om Stockholm. Torpet ligger i sluttningen bakom korsningen Gustavslundsvägen-Alviksvägen, strax söder om Alviksplan i kvarteret Alviken. Huset, som är en parstuga från början av 1800-talet, ombyggdes år 1872 till rättarbostad, ligger på platsen bakom fastigheterna vid Alviksvägen 7-13. Alviks gårds huvudbyggnad revs 1923 och av gården finns nu endast Alviks rättarbostad kvar. Det används idag för olika konstnärs- och hantverksaktiviteter.

## Byggnaden
Alviks rättarbostad är idag den enda kvarvarande byggnaden från Alviks gård. Huset är numera en timmerstuga panelad med stående plank. Huset byggdes i början av 1800-talet som en parstuga. Det var då drängstuga och sedermera blev det spannmålsbod/visthusbod. År 1872 byggdes den om till rättarbostad. År 1885 ändrades funktionen till rättarbostad.

## Historik
Torpet Ahlwijken, som för första gången nämndes i 1720 års jordebok blev tillsammans med två andra torp etthundra år senare grunden till den nu rivna Alviks gård, mangårdsbyggnaden revs 1923. 
Det äldsta torpet i Alvik, Torpet Ahlwijken, låg på 1700-talet mellan nuvarande Alviks tunnelbanestation och Sankt Ansgars kyrka. Torpet beskrivs som frälsetorp i 1720 års jordebok under Ulvsunda säteri. 1787 omvandlades torpet till Krogen Alvik.
Ett nytt torp byggdes på platsen där nu Alviksvägen 7-13 ligger. Ulvsunda säteri påbörjade i slutet av 1700-talet en upplösning av godset genom att avsöndra underlydande gårdar till självständiga fastigheter. Torpet Ahlwijken lades ned och namnet Ahlviks säteri eller Ahlviks gård överläts på en nybyggd gård, belägen vid nuvarande Alviksvägen 7-13. År 1801 arrenderades Ahlvikens gård av Gustaf Stenberg. Han köpte senare, år 1810 Ahlviken, Asplund och Widängen, av brukspatron Johan Wegelin på Ulvsunda säteri.
På en lantmäterikarta från 1789 är Torpet Ahlwijken flyttat till platsen, där idag Alviksvägen 7-13 ligger. Det är platsen för den gård som nybyggdes där. Alvikens nybyggda gård övertog sedan, som ovan nämnts, torpets namn. Ahlvikens gård bildades 1819 genom sammanslagning av torpen Alviken, Asplund och det då obebyggda Vidängen. Enligt jordeboken från 1819 "utgöres detta säteri af de Ulfsunda säteri fordom tillhörande lägenheterna Ahlwijken, Asplund och Wijdängen".

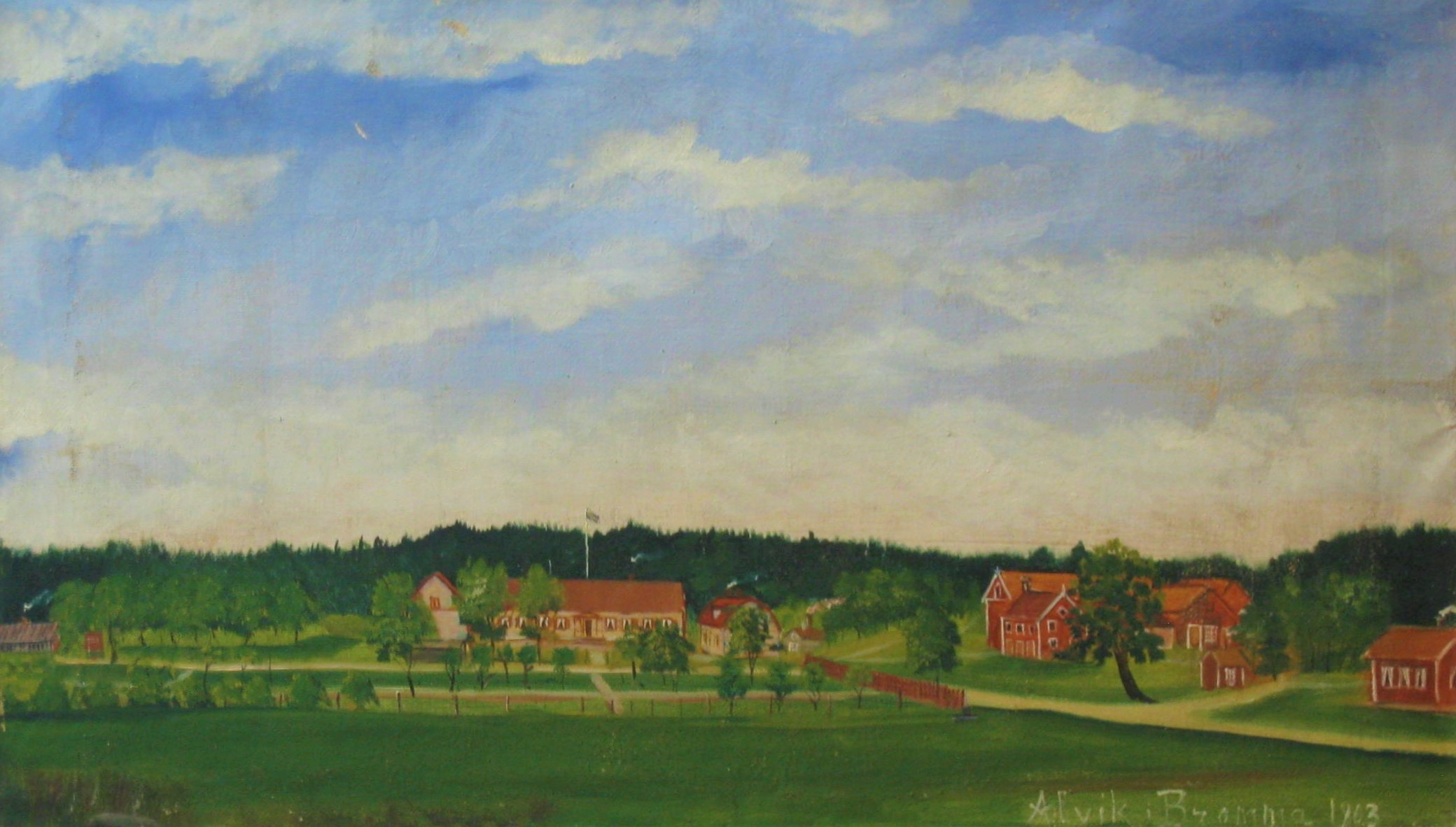
Alviks gård 1903, oljemålning av okänd konstnär.

Ursprunget till Alviks säteri var de två torpen Ahlwijken och Asplund samt Widängen. De båda torpen Ahlwijken och Asplund kom att läggas ned i början av 1800-talet. Vidängen var i början på 1800-talet en obebyggd äng. Redan under 1800-talets första årtionden påbörjades här en aktiv byggnation och verksamhet.
Alviks gårds mangårdsbyggnad byggdes 1819 på platsen, där nuvarande Alviksvägen 11–13 ligger och ekonomibyggnaderna byggdes på platsen där nuvarande Runda Vägen 1-5 och 4-6 ligger. Staden köpte 1908 ägorna utom mangårdsbyggnaden, som användes av Bromma församling som komministerbostad och pastorsexpedition till 1914. Alviks gårds huvudbyggnad revs 1923 och av gården finns nu endast Alviks rättarbostad kvar.
Mangårdsbyggnaden var en vacker envånings byggnad med sadeltak och två flyglar. År 1811 hade mangården två våningar, mansardtak och vindskupor. Vid gårdsplanen fanns två mindre hus. Alviks gård var en mycket fin gård med ett mycket vackert läge på Ryggåsen, som i öst-västlig riktning tvärade över den nuvarande Alviksvägen. Det var en typisk lantgård med utrymmen för både folk, fä och gröda. Ahlvikens säteri hörde till de medelstora gårdarna i Bromma. Från gården ledde en avtagsväg vidare till Äppelvikens och Smedslättens gårdar. På 1850-talet följde Drottningholmsvägen ungefär den nuvarande Gustavslundsvägen. Då gick avtagsvägen till Äppelviken och Smedslätten från den nuvarande måleributiken (Bromma-Teatern).
På en karta över Alviks gård från 1867 låg ekonomibyggnaderna vid nuvarande Runda vägen 1-6 öster om gården med flyglarna och "gamla" Alviksvägen (Äppelviksvägen). Den nuvarande Alviksvägen går från söder ungefär genom Ryggåsen alldeles väster om gården. Rättarbostaden låg nordost om mangården, och ekonomibyggnaderna låg öster om mangården. 
Alviks gård låg på en ås, som gick i öst-västlig riktning och tvärade den nuvarande Alviksvägen och låg öster om nuvarande Alviksvägen. I början på 1910-talet sprängde och schaktade man sig igenom åsen för framdragning av den nuvarande Alviksvägen. Vägen går fram mot söder just där västra gårdsflygeln låg. Den nya Alviksvägen drogs således fram väster om mangårdsbyggnaden genom att spränga och schakta sig ned genom Ryggåsen, där både Alviks gård låg och det nuvarande kv. Skorstenen ligger med sina hyreshus vid Ryggåsgatan.

## Konstverkstad i Alvikstorpet

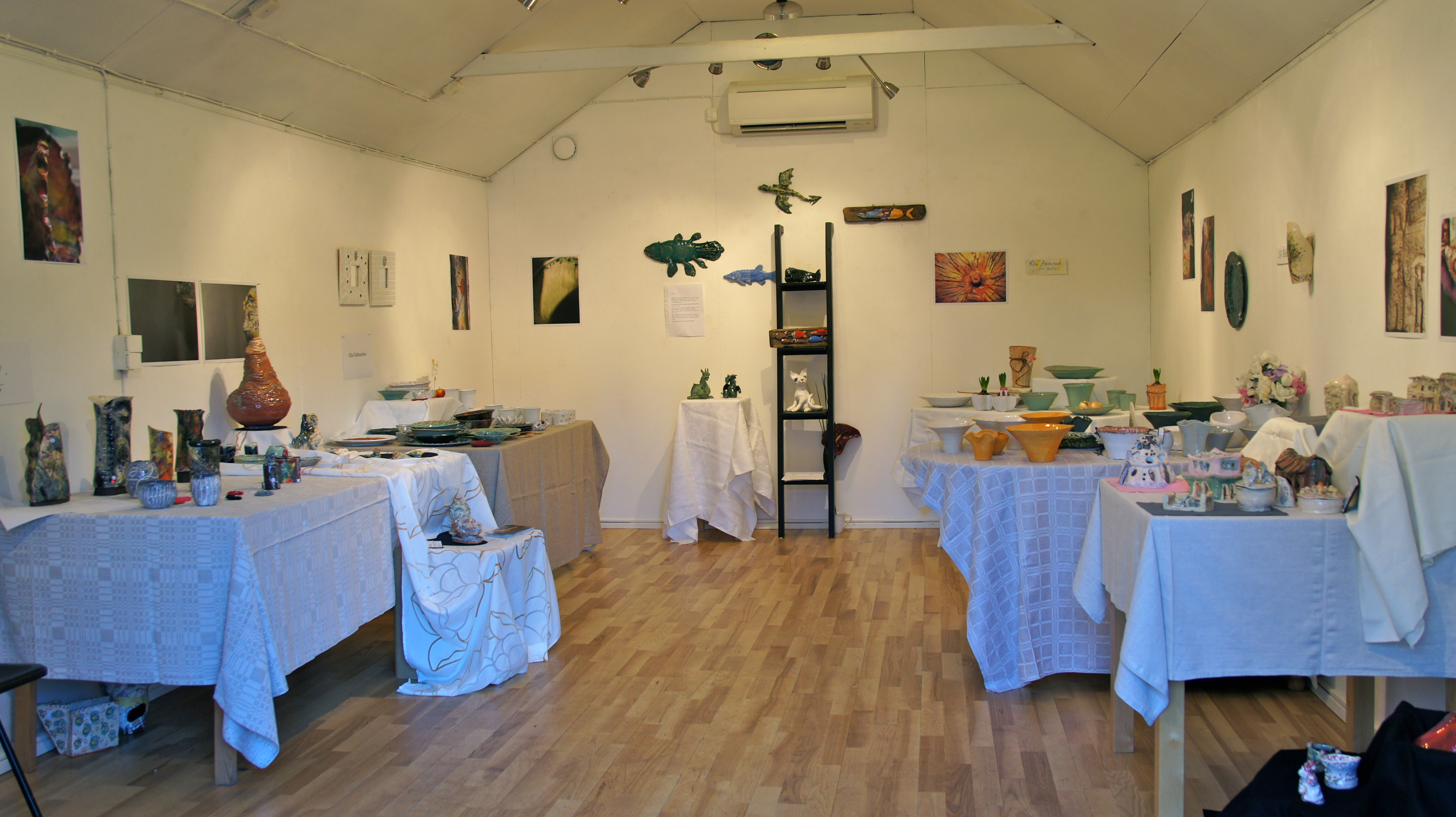
Utställning i Galleraget

Under nio år (1997-2006) drev Titti Winbladh, keramiker och bildpedagog och sedan många år bosatt i Äppelviken, konstverkstad i Alviks rättarbostad i privat regi vid sidan av sitt eget konstnärskap. Tidigare nyttjades torpet av gatukontorets parkarbetare och hon fick idén att skapa något i lokalen, och grundade konstverkstaden under namnet Alvikstorpet. Hit kunde folk komma och arbeta med måleri eller lera. Titti Winblad var handledare och inspiratör. Där var också drop-in för allmänheten. Utställningar anordnades i det så kallade Galleraget, som drevs ideellt av Alvikstorpets vänner. Efter Titti Widbladh har konstverkstaden fortsatt i ny regi, där man har en öppen konstverkstad och kan arbeta med måleri, drejning och keramik.

## Galleri Galleraget

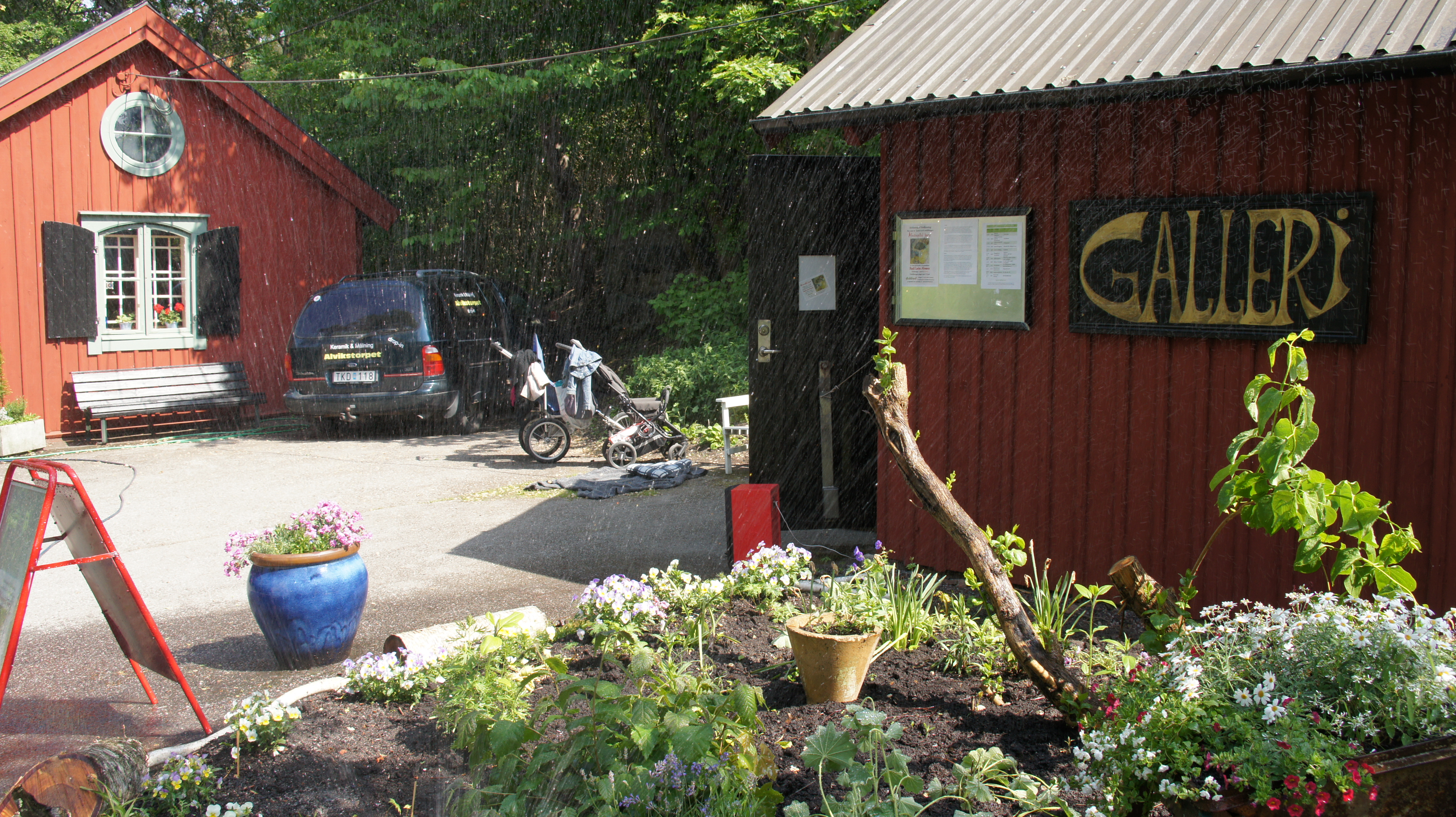
Galleraget vid Alvikstorpet.

Galleragets utställningsverksamhet drivs av ideella föreningen Alvikstorpets Vänner. Cirka 25 olika konstnärer avlöser varandra under året; februari-juni och september-december.